# باشگاه فوتبال رایو وایکانو بی
باشگاه فوتبال رایو وایکانو بی (انگلیسی: Rayo Vallecano B) یک باشگاه فوتبال مستقر در مادرید، اسپانیا است که در حال حاضر در ترسرا فدراسیون، پنجمین رده لیگ فوتبال در این کشور، به رقابت می‌پردازد.
این باشگاه به عنوان تیم دوم باشگاه فوتبال رایو وایکانو عمل می‌کند و هرگز حق ندارد با باشگاه مادر در یک سطح لیگ فوتبال اسپانیا حاضر باشد. 